# Вілпатту
Національний парк Вілпатту(синг. විල්පත්තු ජාතික උද්‍යානය, там. வில்பத்து தேசிய வனம், англ. Wilpattu National Park) — природоохоронна територія міжнародного значення на території Північно-Західної та Північно-Центральної провінції Шрі-Ланки. Вілпатту є найбільшим і одним з найстаріших національних парків у Шрі-Ланці. Всесвітньо відомий своїми леопардами (Panthera pardus kotiya). 2 лютого 2013 року національний парк включений до Переліку об'єктів міжнародного значення в рамках Рамсарської конвенції (об'єкт № 2095).

## Історія
У «Махавамсі» написано, що 543 року до н. е. принц Віджая висадився в Тамбапанні (мис Кудрімалай), одружився з Кувені й заснував сингальську націю. 1905 року цей район був оголошений заповідником, а 1938 року отримав статус національного парку.

## Опис
Національний парк розташований на північно-західному узбережжі рівнинної, сухої зони острова, за 30 км на захід від Анурадхапури і за 26 км на північ від Путталама (приблизно за 180 км на північ від Коломбо). Його площа становить 1 317 км² (131 693 га), висота над рівнем моря — від 0 до 152 метрів. 
Унікальною особливістю цього національного парку є наявність майже 60-ті природних озер (Willu), які розкидані по всій території парку.
З грудня 1988 року по 16 березня 2003 року парк був закритий через громадянську війну, а потім був знову відкритий для відвідувачів. Доступ відвідувачів обмежений приблизно 25% території парку, решта парку заросла густим лісом і чагарниками. Річна кількість опадів становить близько 1000 мм, а річна температура становить близько 27,2 °C. Найкращим часом для відвідування є період з лютого по жовтень, хоча ряд груп екотуристів відвідують парк цілий рік.

## Флора і фауна
У національному парку представлена літоральна рослинність (у тому числі Distichlis spicata) та рослинність мусонних лісів (у тому числі такі види, як Manilkara hexandray, Chloroxylon swietenia, Vitex altissima, Drypetes sepiaria,  Diospyros ebenum і Alseodaphne semecapriflolia).
У національному парку Вілпатту був виявлений 31 вид ссавців, з них під загрозою вимирання: слон цейлонський, ланкійський ведмідь-губач (Melursus ursinus inornatus), ланкійський леопард і водяний буйвіл. Також у парку мешкають ланкійські замбари (Rusa unicolor unicolor), аксиси цейлонські (Axis axis ceylonensis), мангусти та інші тварини.

### Птахи
У національному парку можна знайти Microcarbo niger, Gallus lafayetii, лелеку-тантала індійського разом з багатьма видами сов, крячків, чайок, орлів. У Вілпатту також можна побачити таких птахів водно-болотних угідь, як чирянка велика, шилохвіст, Dendrocygna javanica, косар, ібіс сивоперий, велика біла чапля, чапля єгипетська і чапля руда.

### Рептилії
Найбільш поширеними рептиліями в парку є бенгальський варан, болотяний крокодил, індійська кобра, птиас звичайний, пітон тигровий, чорна черепаха індійська і лопатева черепаха плямиста.

## Галерея
Фотографії тварин, зроблені в національному парку.

### Птахи

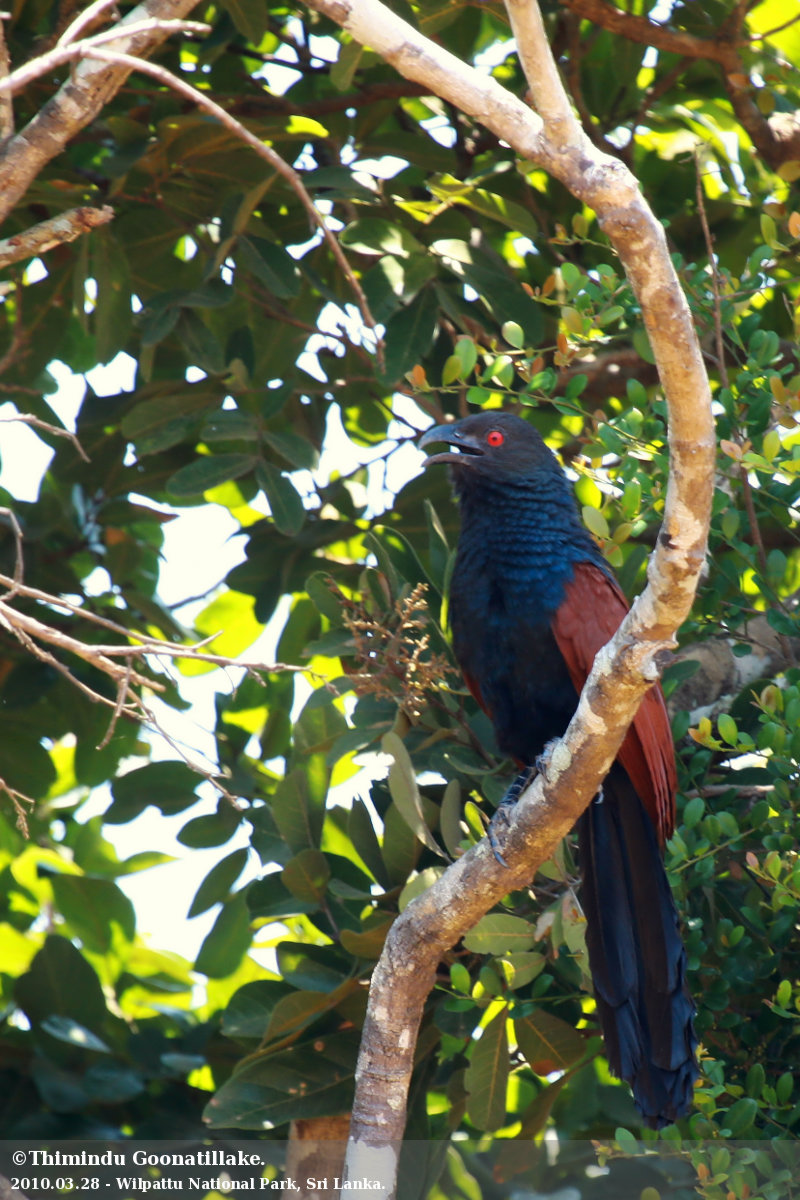
Centropus sinensis
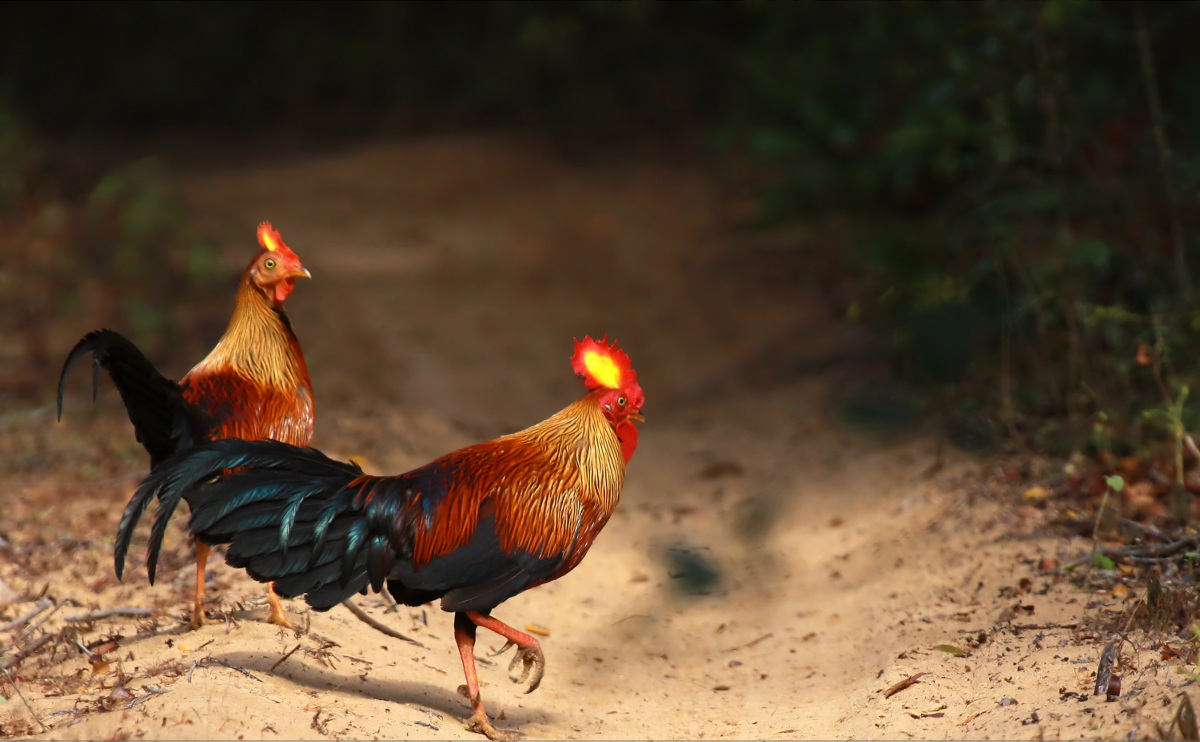
Gallus lafayettii
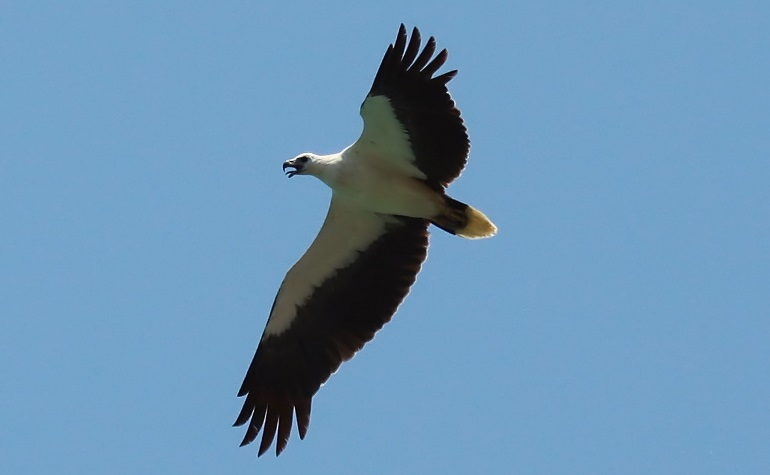
Орлан білочеревий
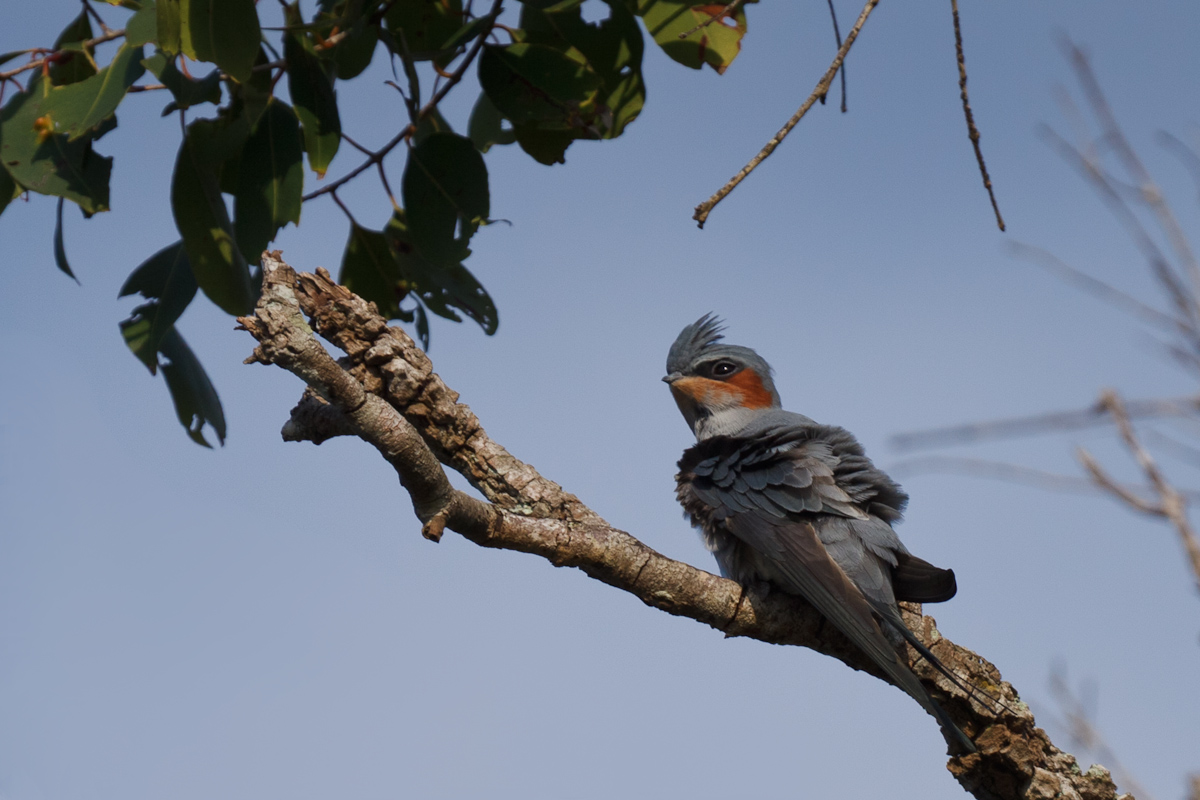
Hemiprocne coronata
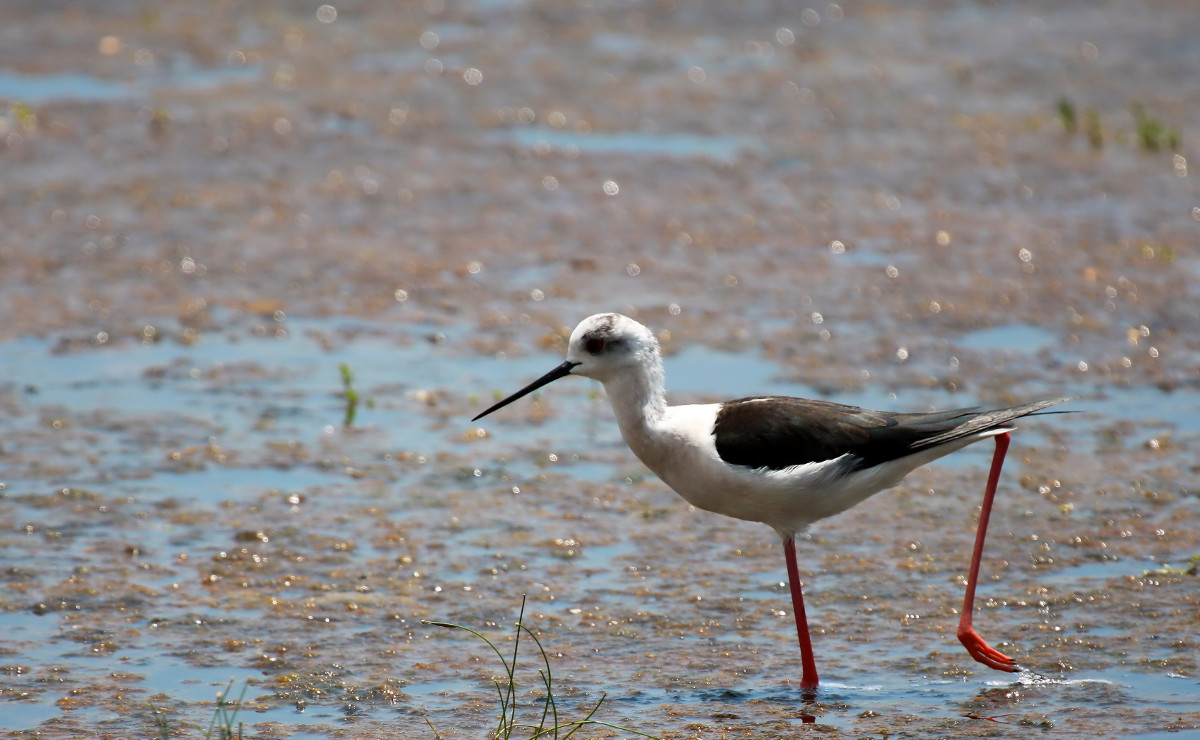
Кулик-довгоніг
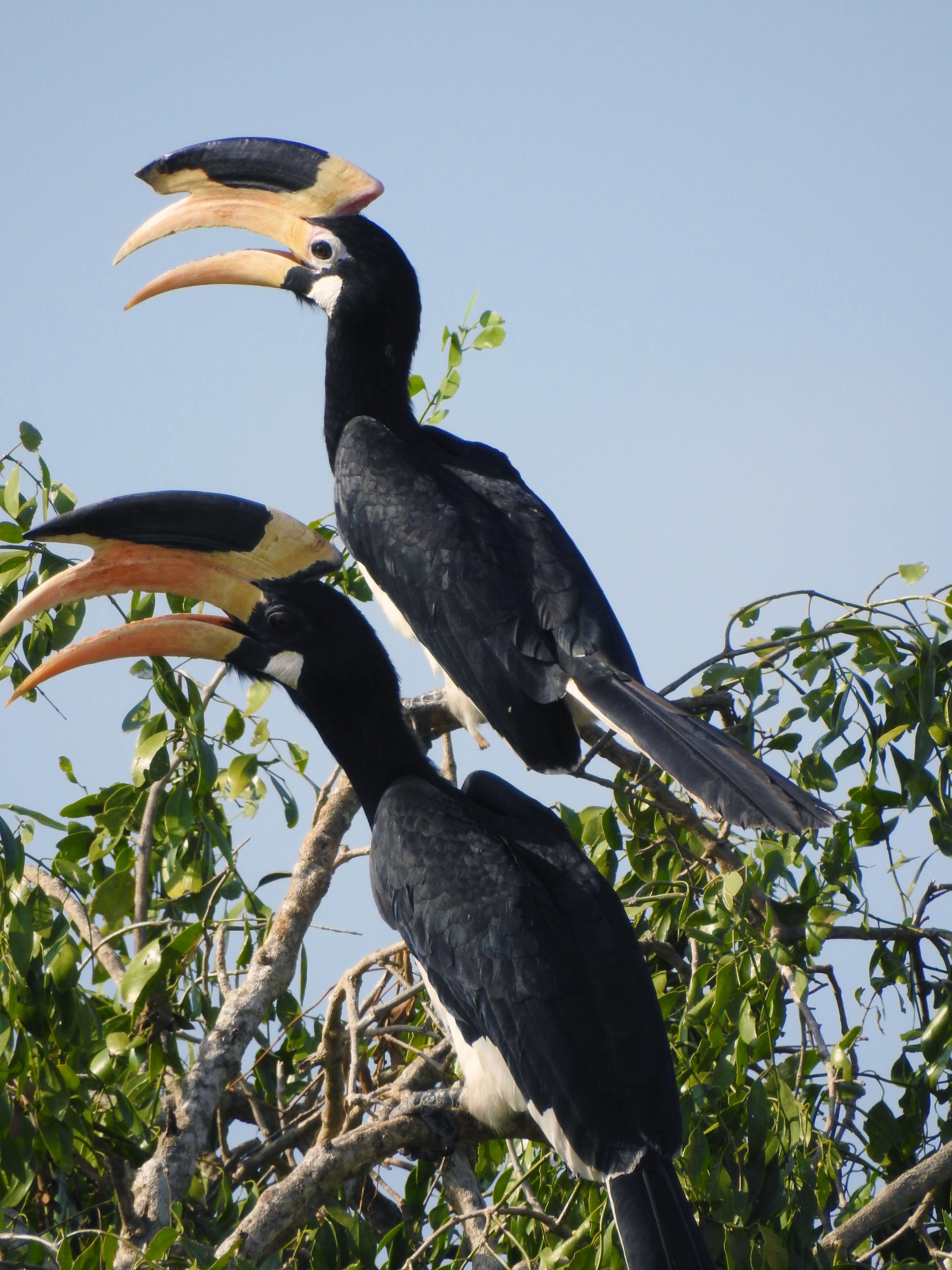
Anthracoceros coronatus
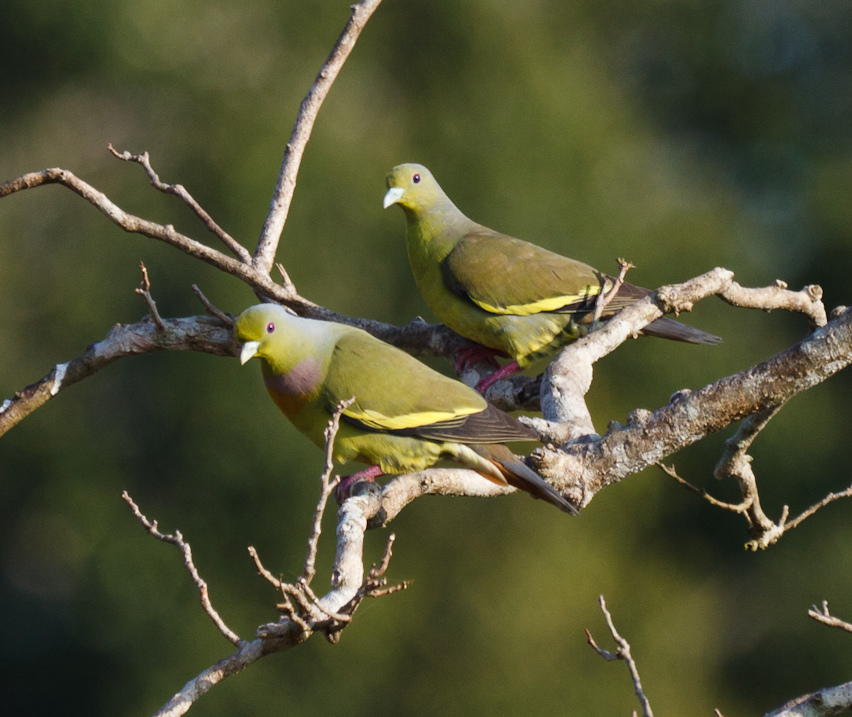
Treron bicinctus)
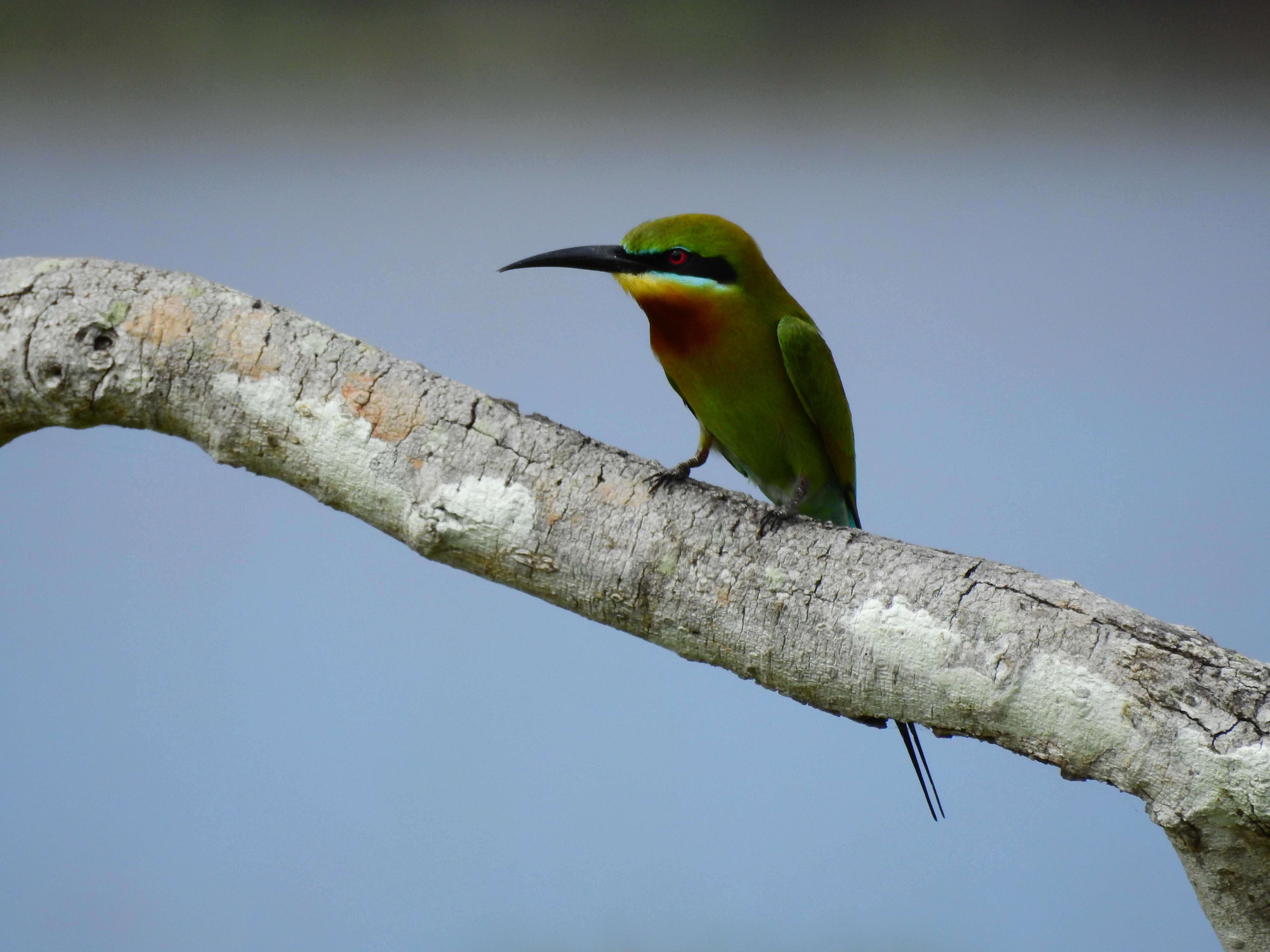
Merops philippinus
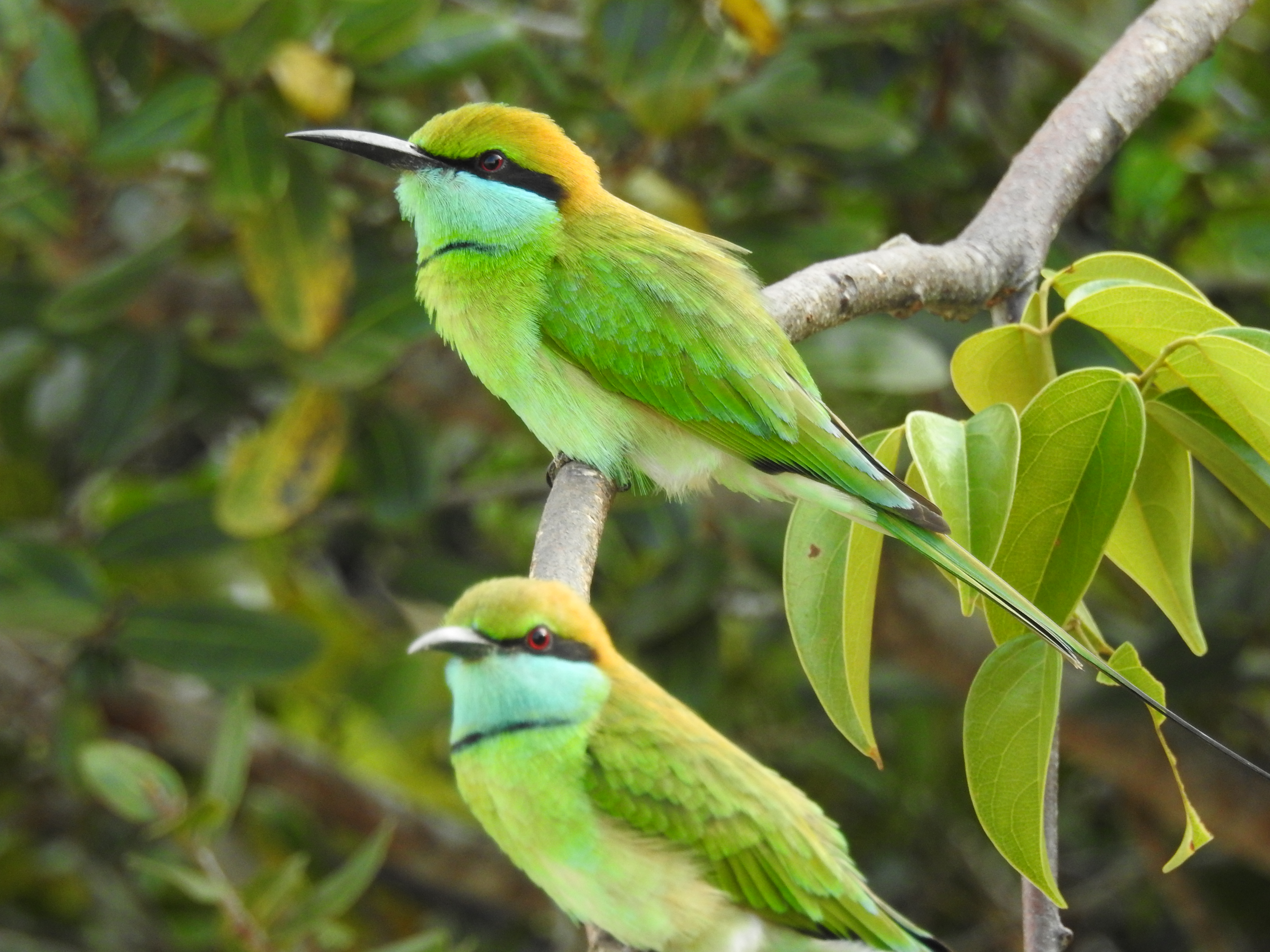
Бджолоїдка зелена мала
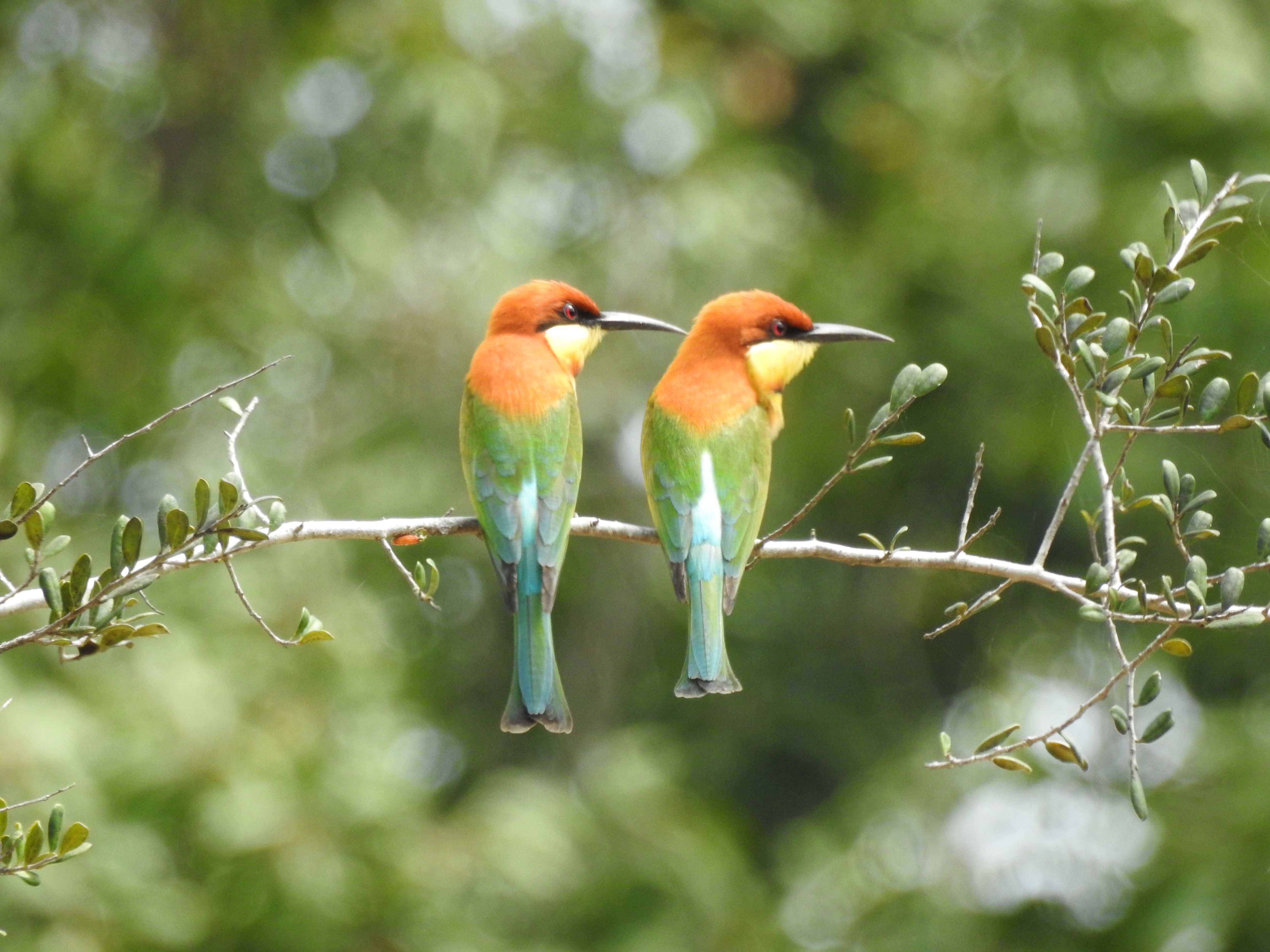
Merops leschenaulti
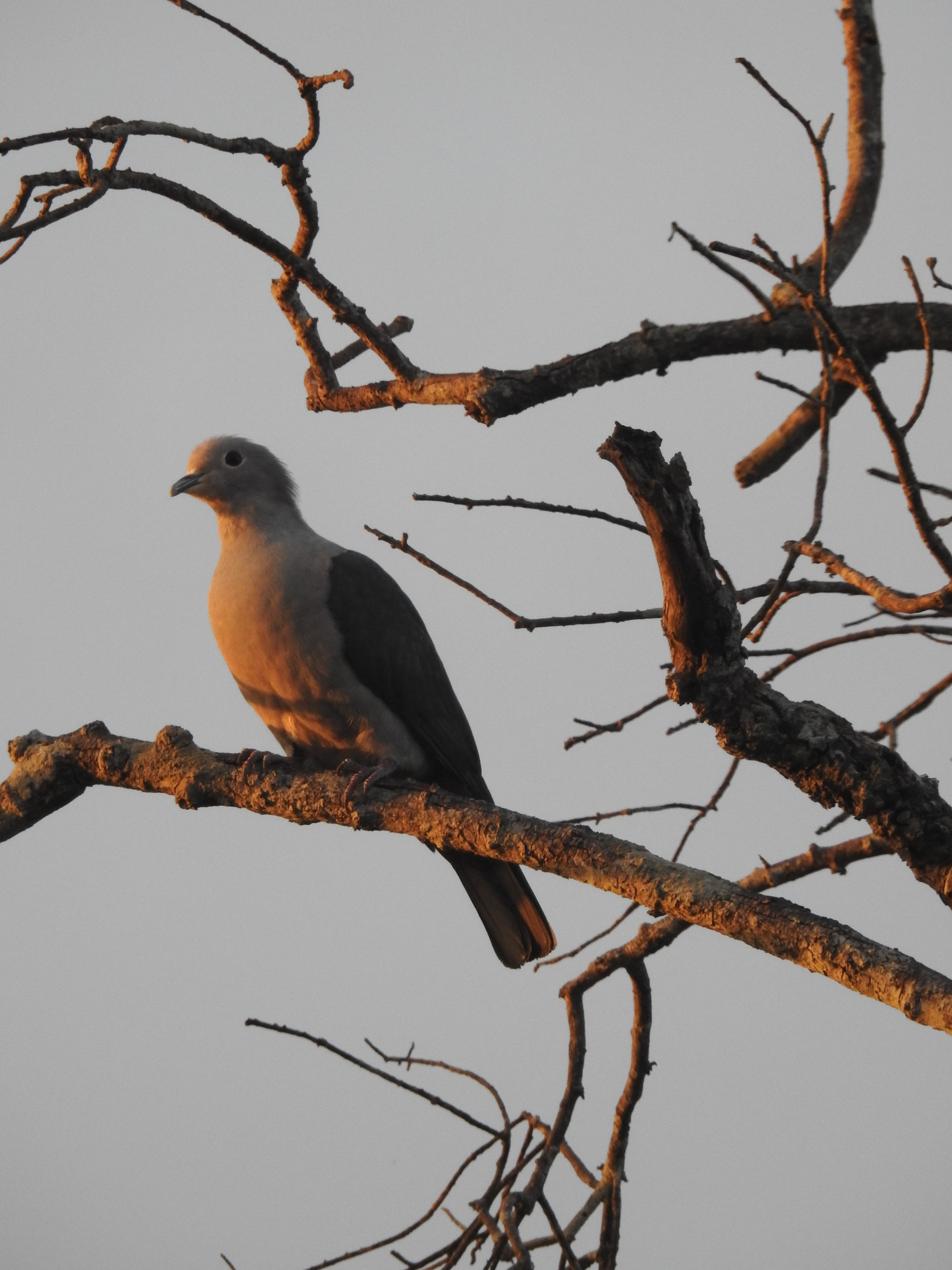
Ducula aenea
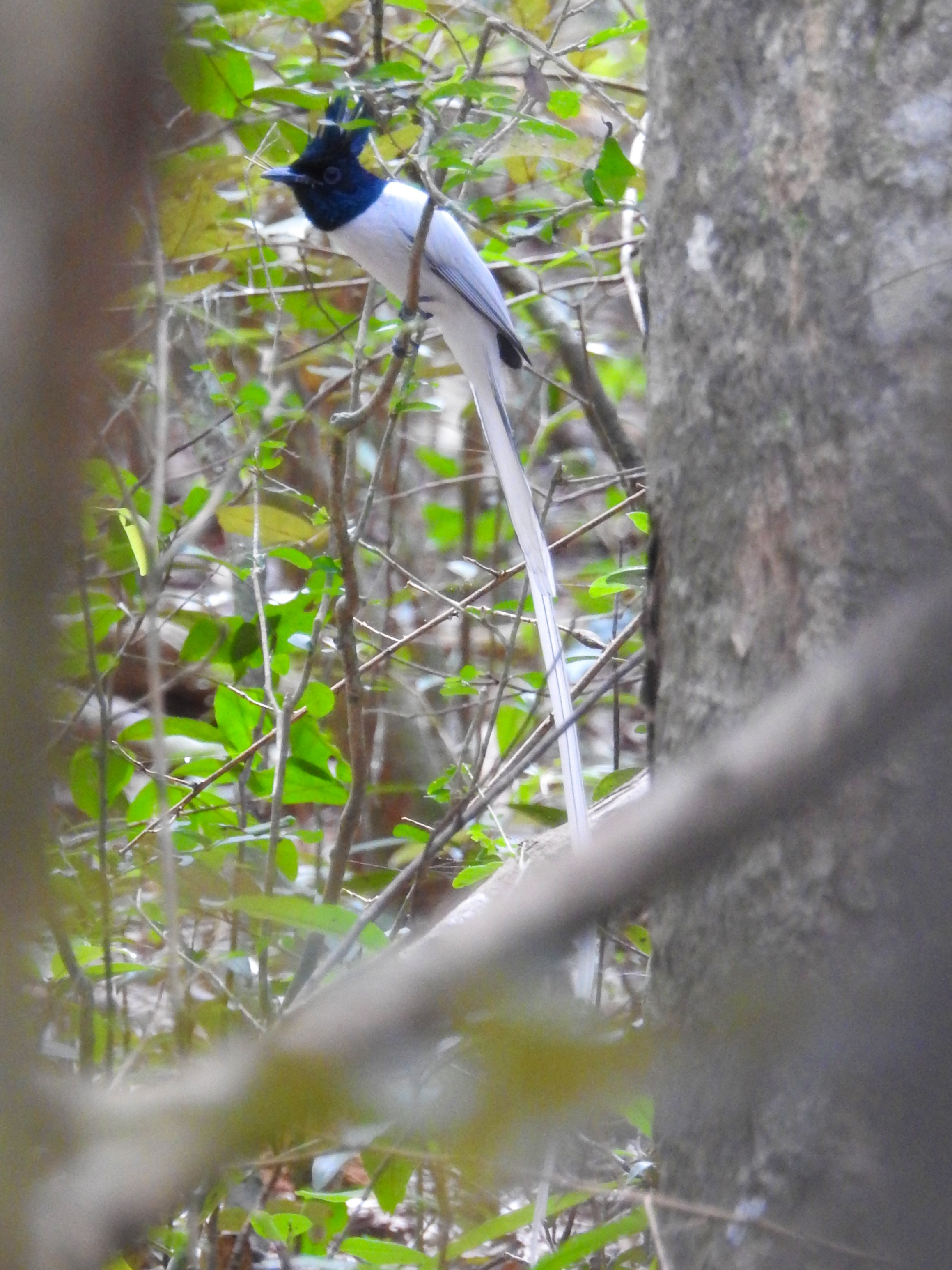
Terpsiphone paradisi
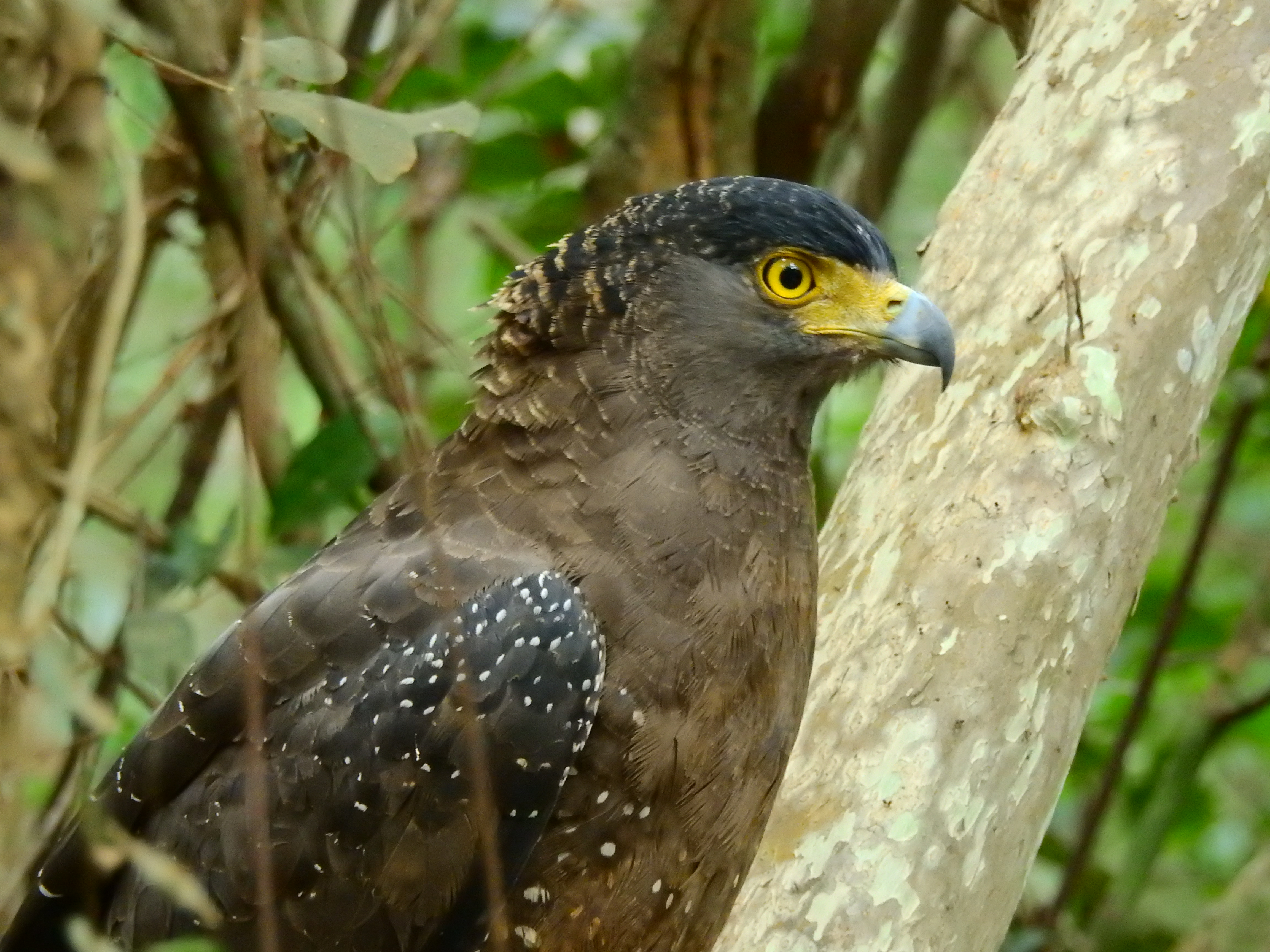
Spilornis cheela
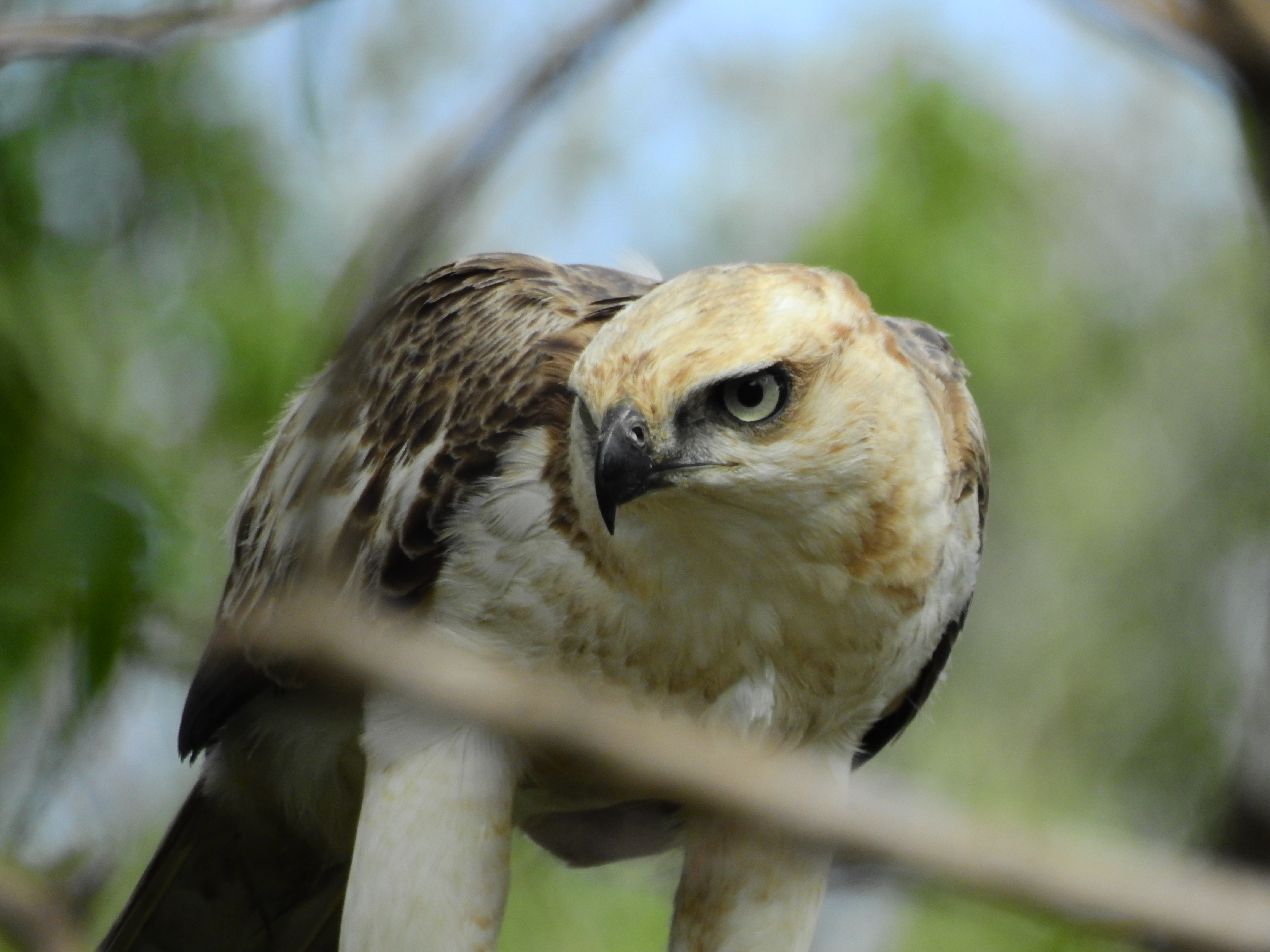
Nisaetus cirrhatus
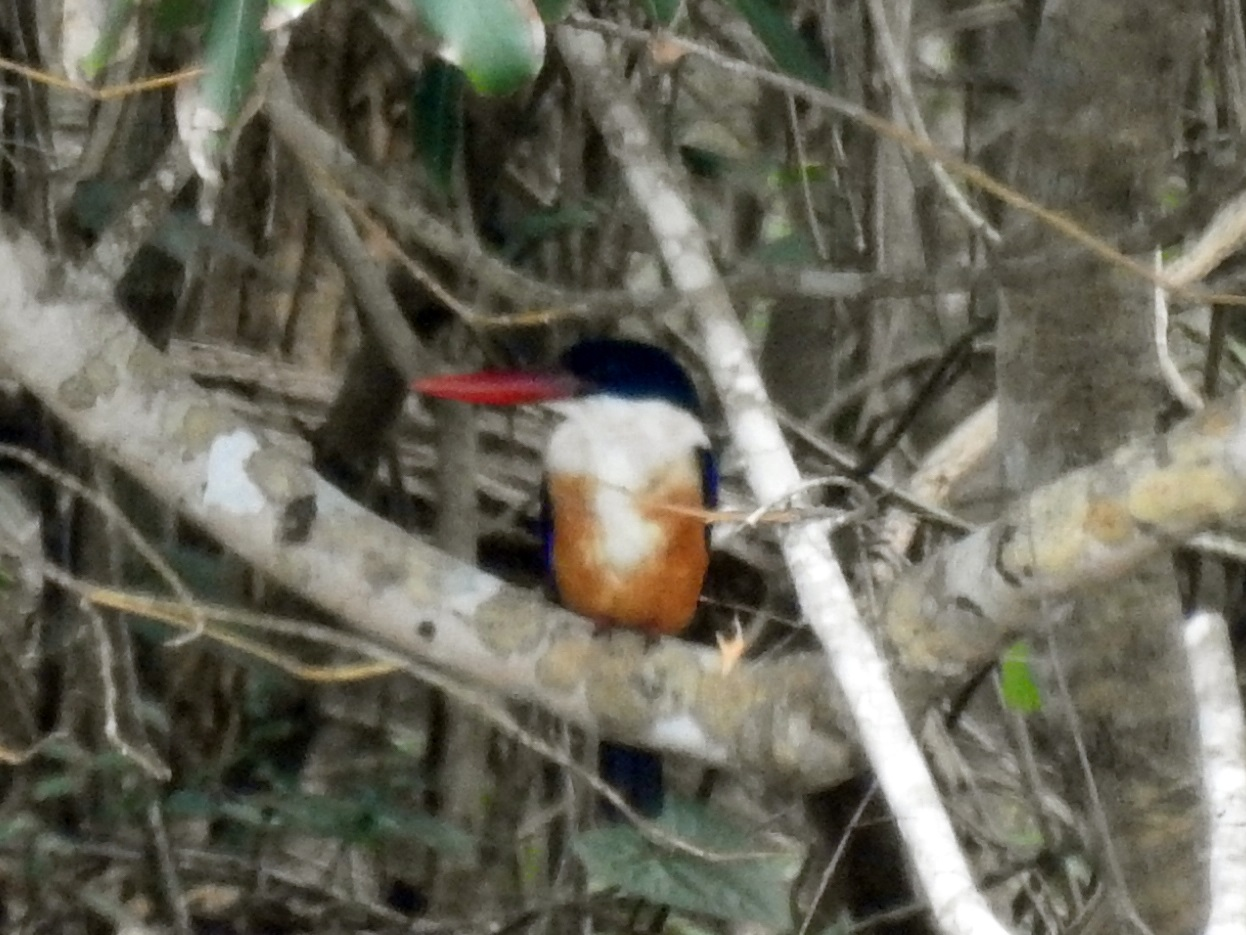
Halcyon pileata
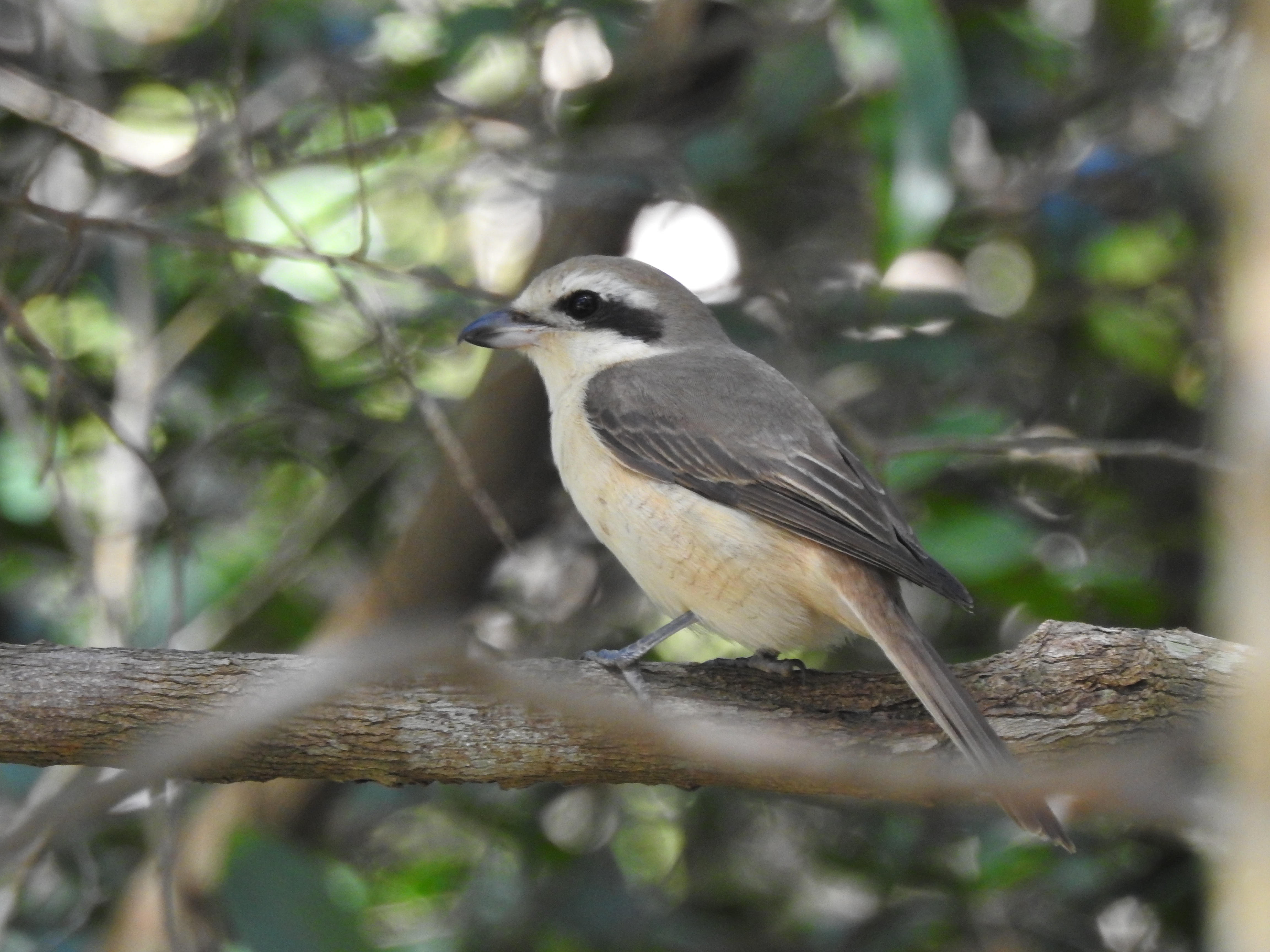
Lanius cristatus
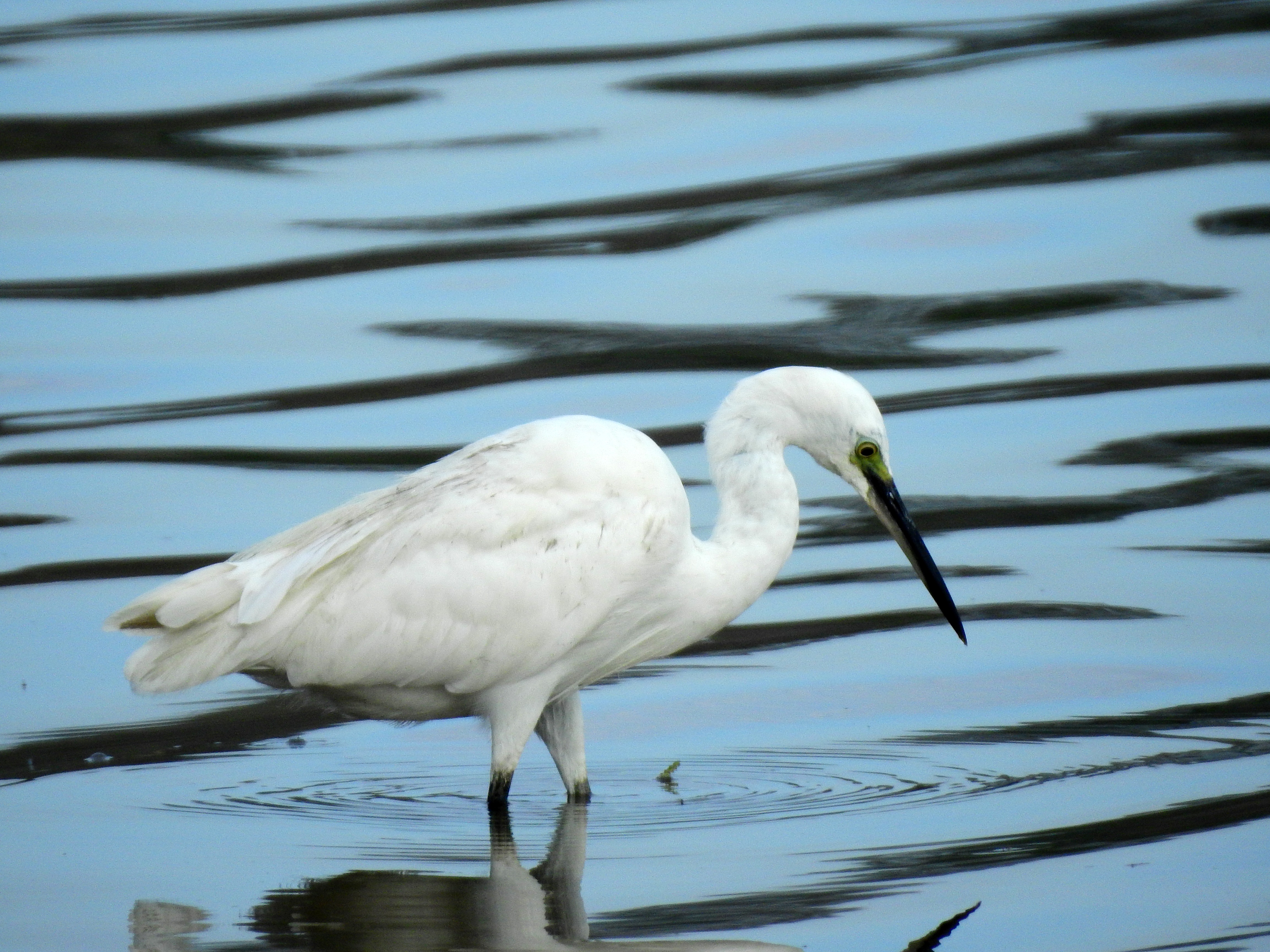
Чапля єгипетська
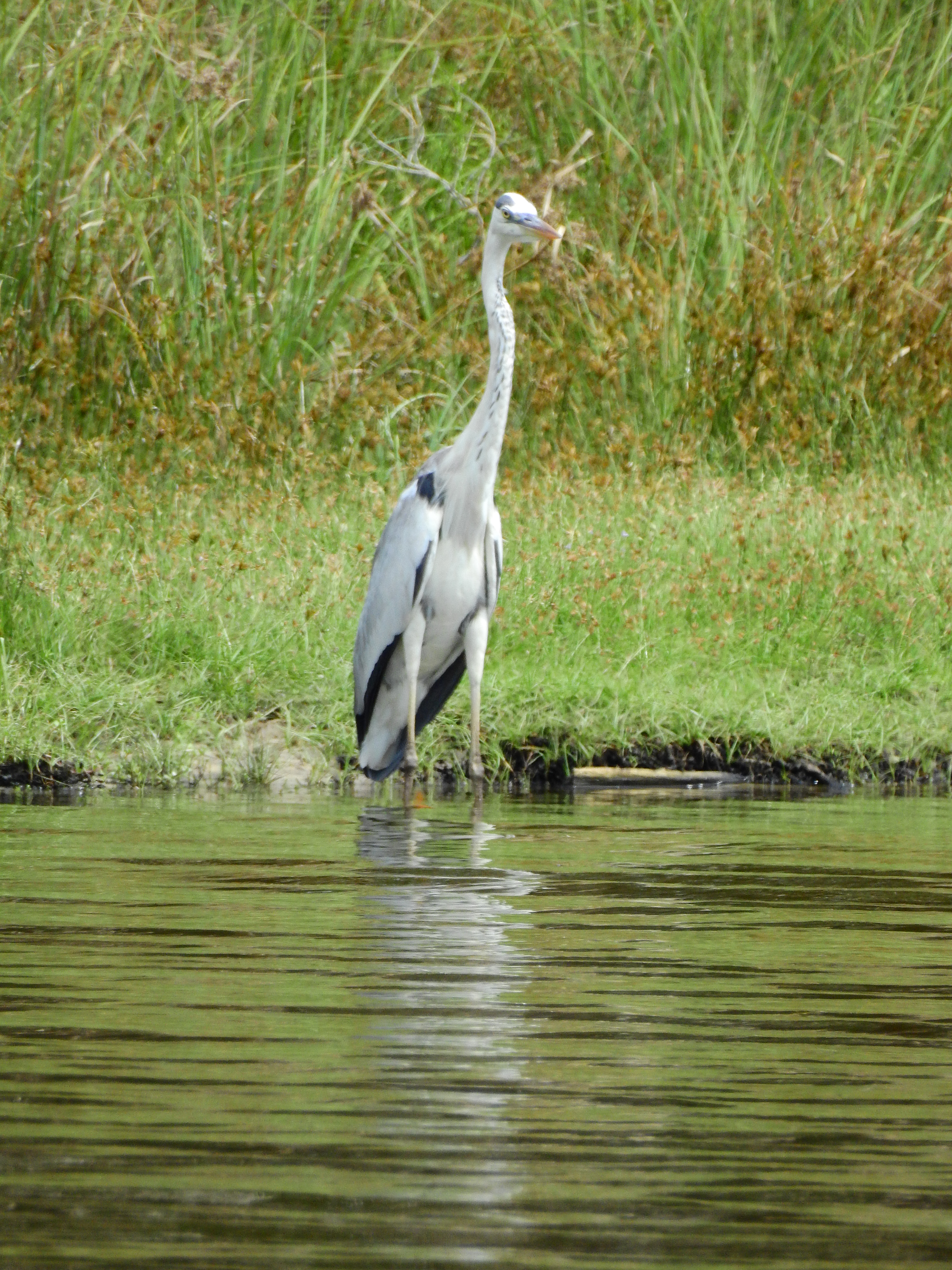
Чапля сіра
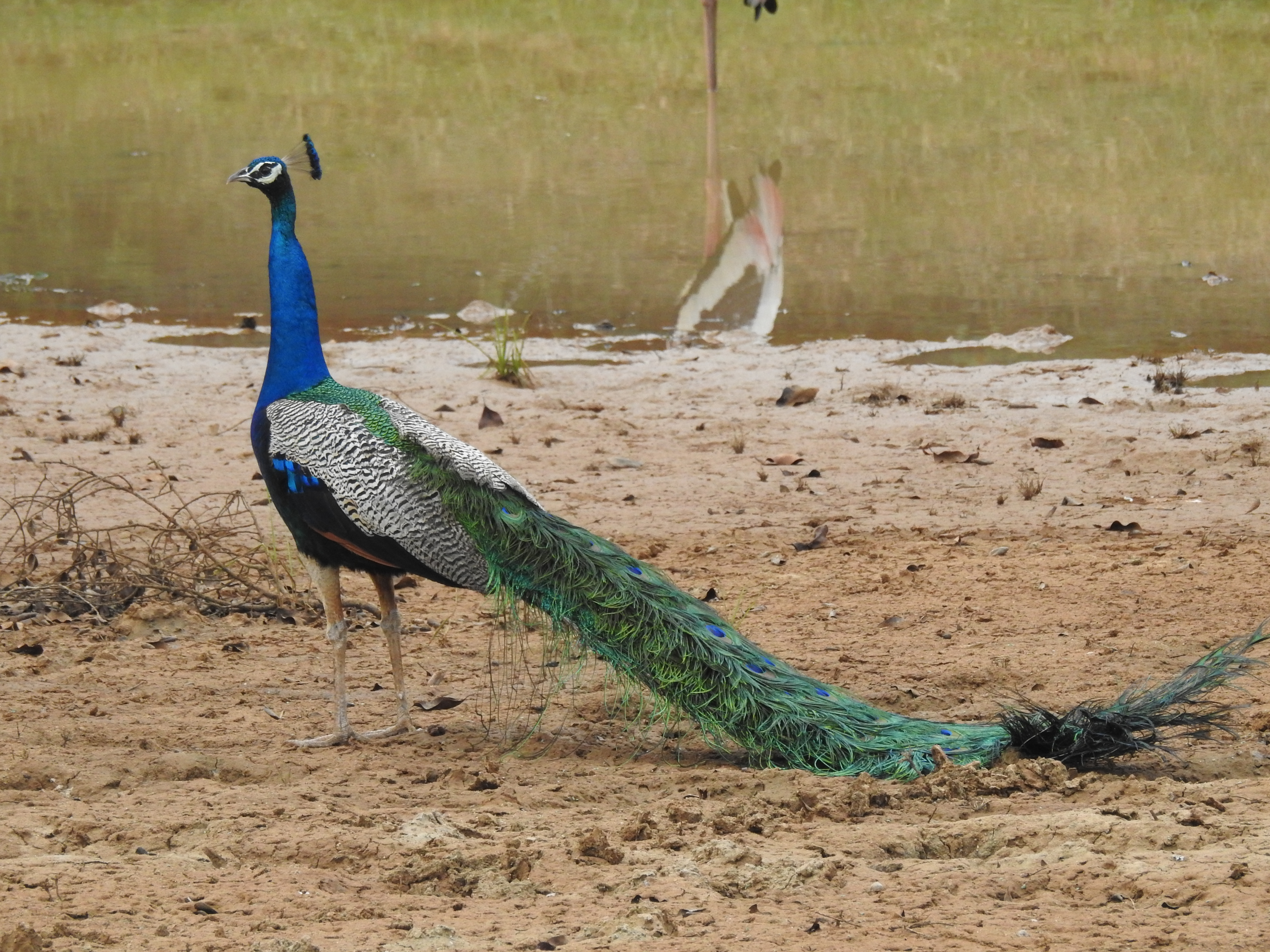
Павич звичайний
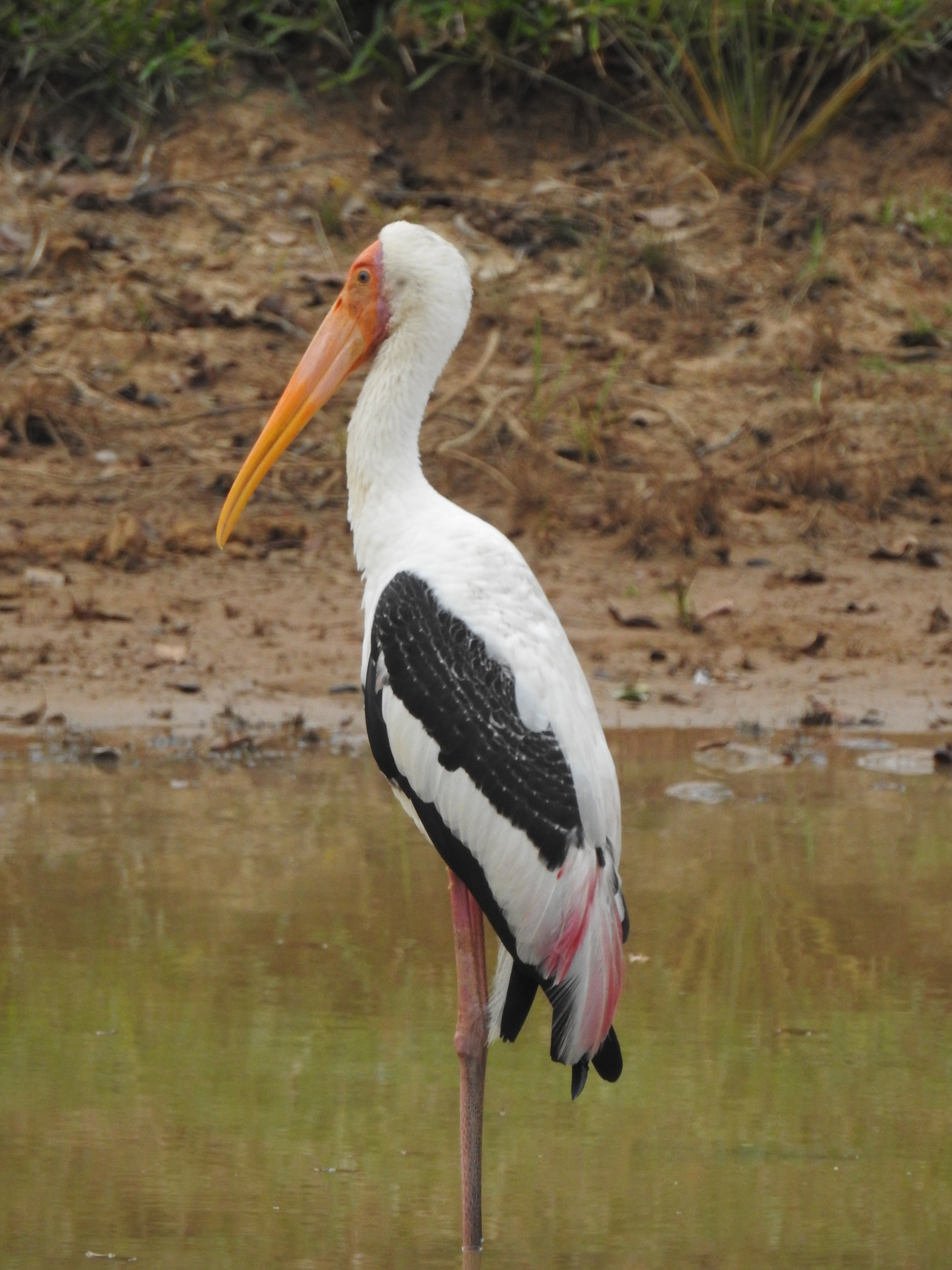
Лелека-тантал індійський

### Рептилії

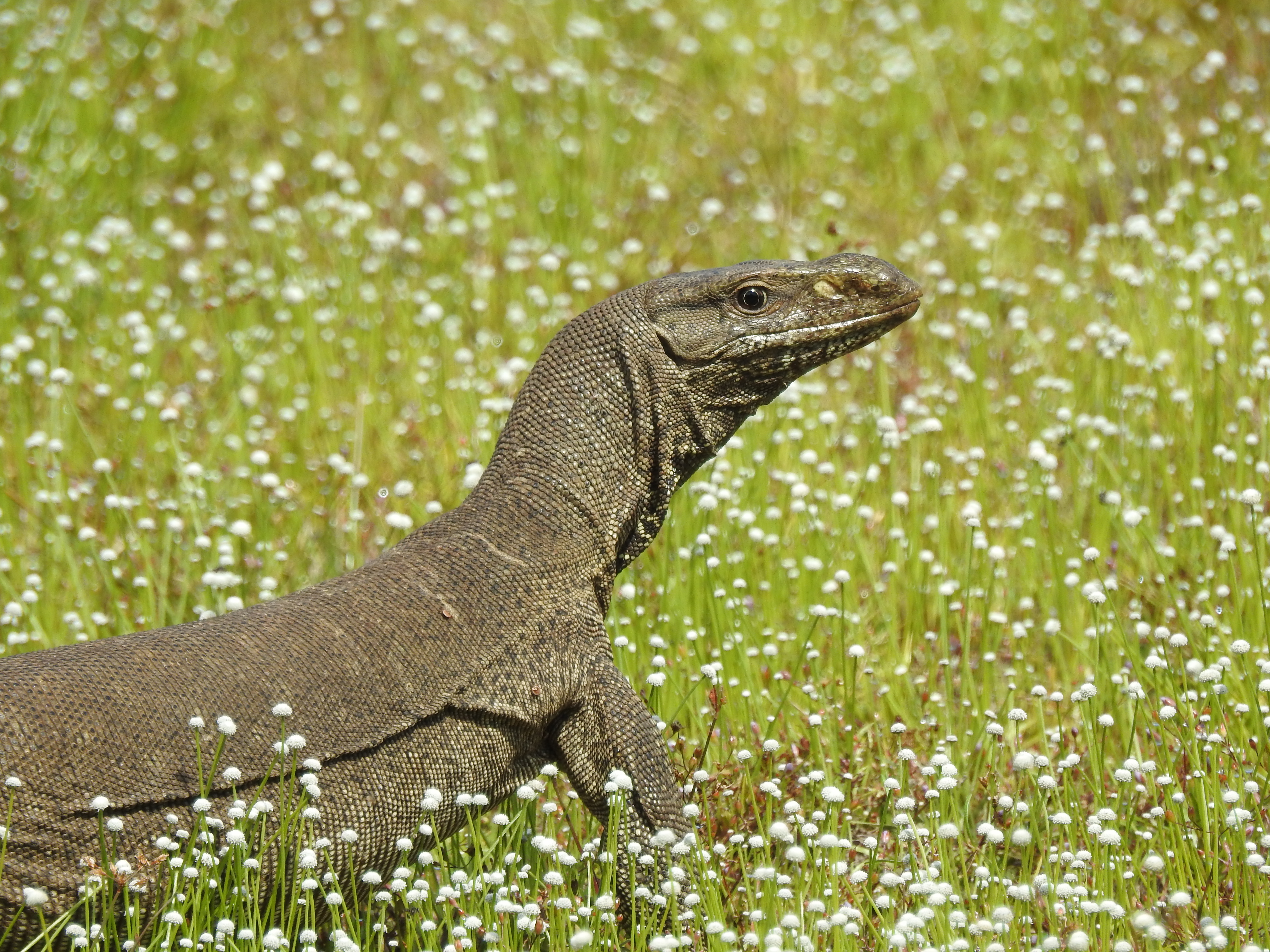
Бенгальський варан
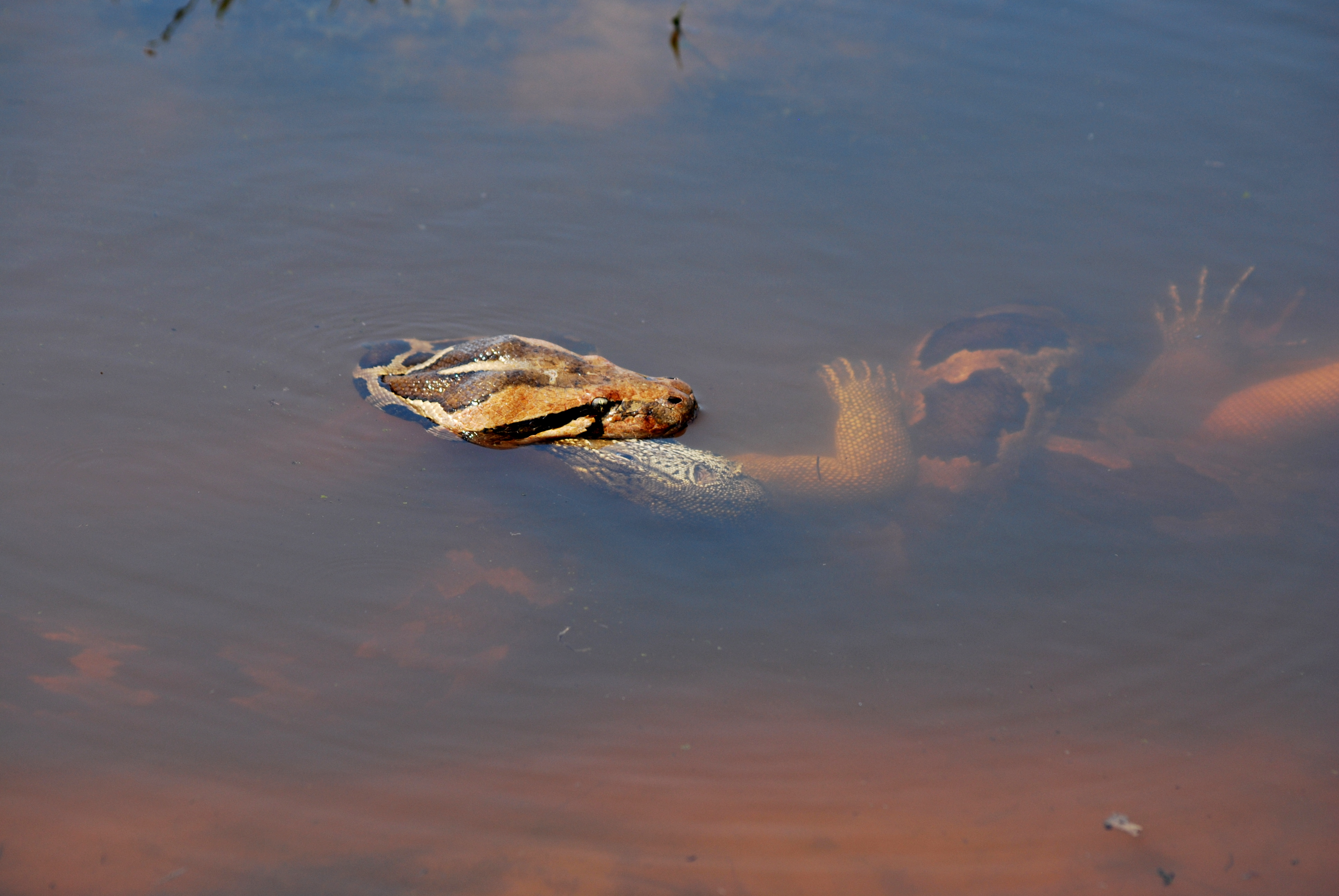
Пітон тигровий
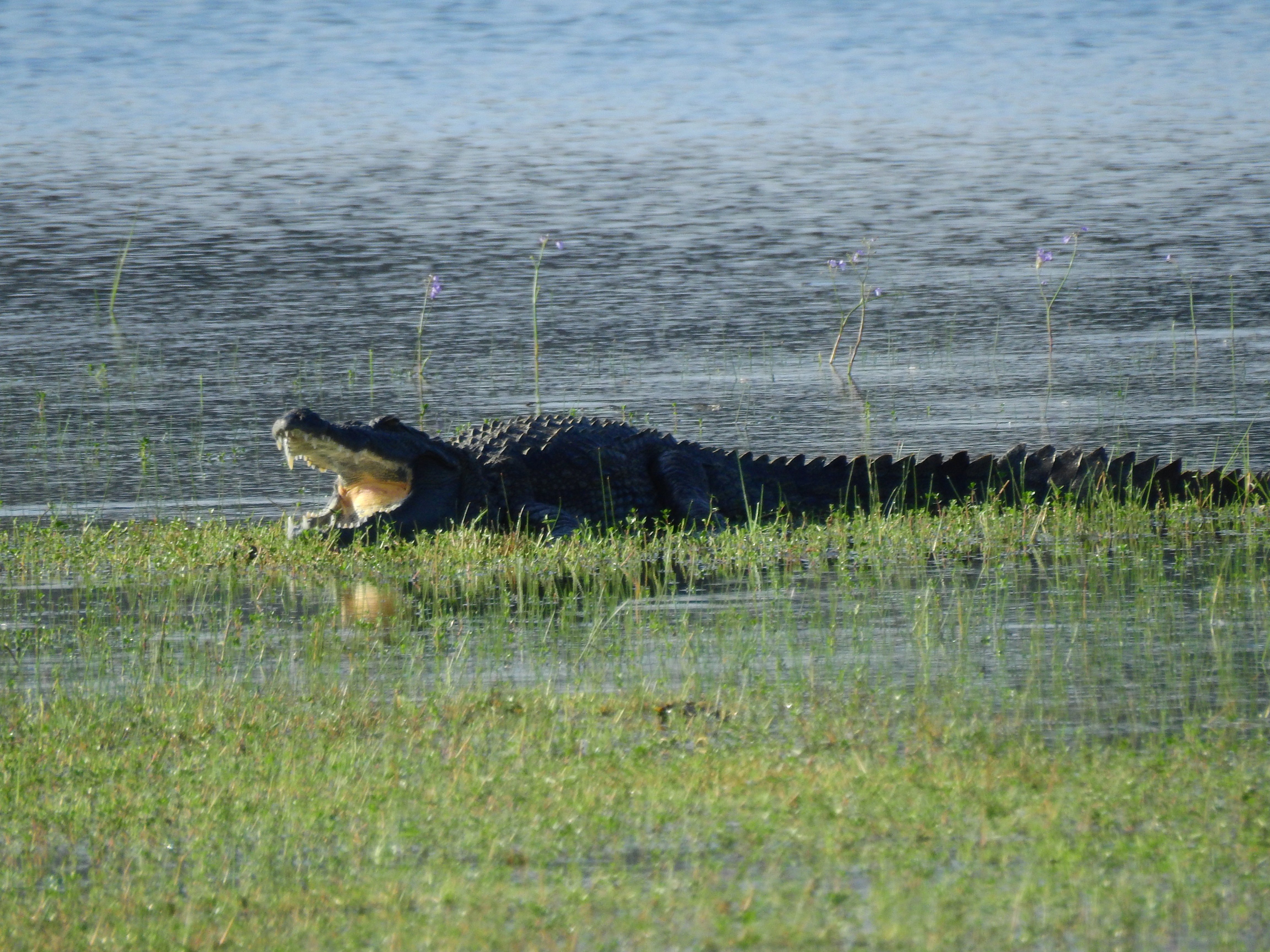
Болотяний крокодил

### Наземні тварини

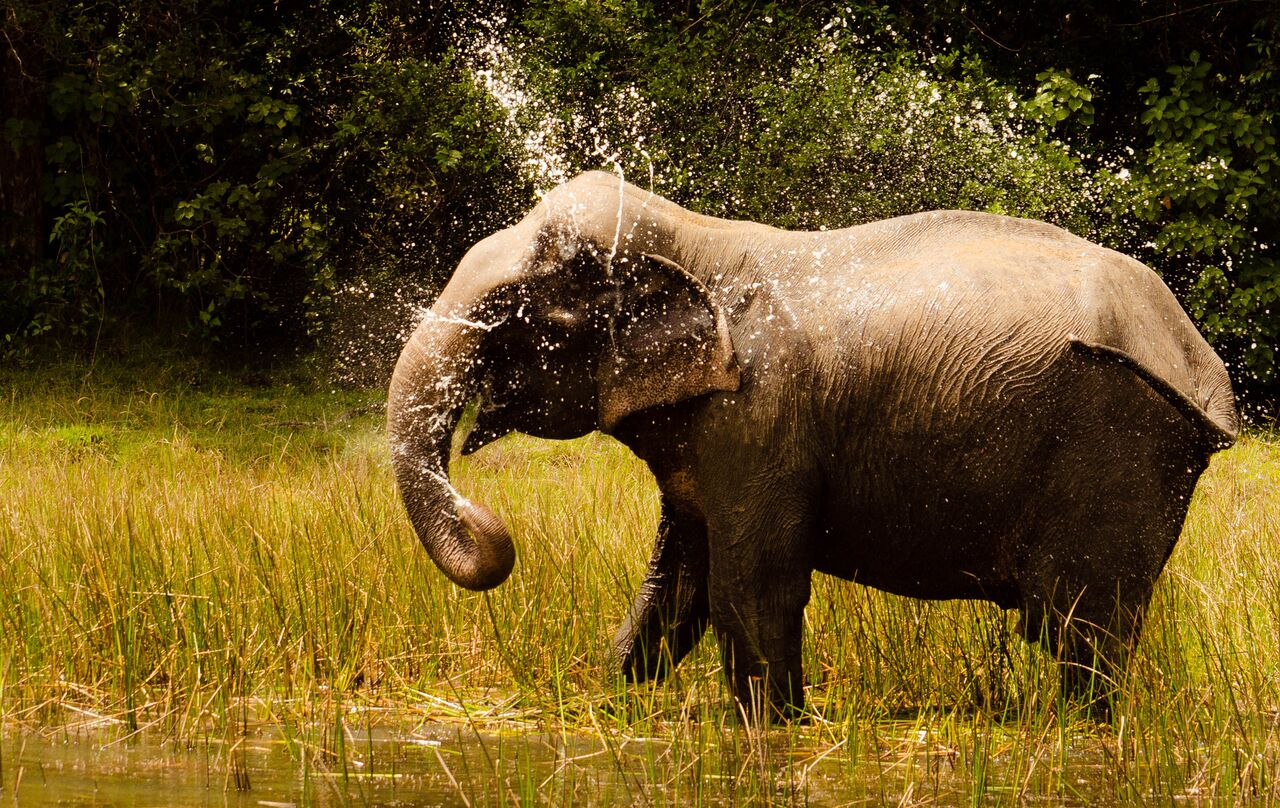
Слон цейлонський
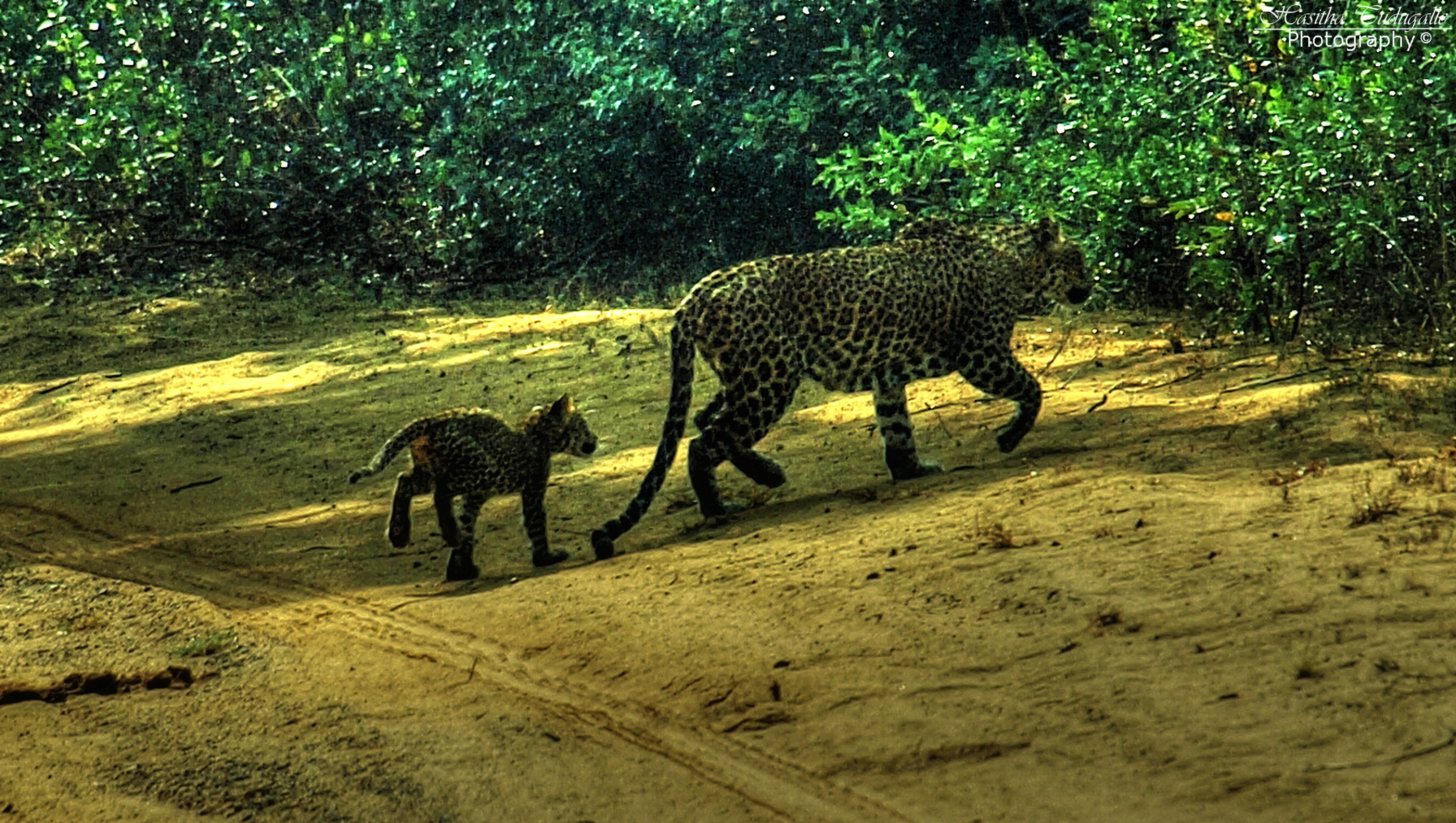
Ланкійський леопард
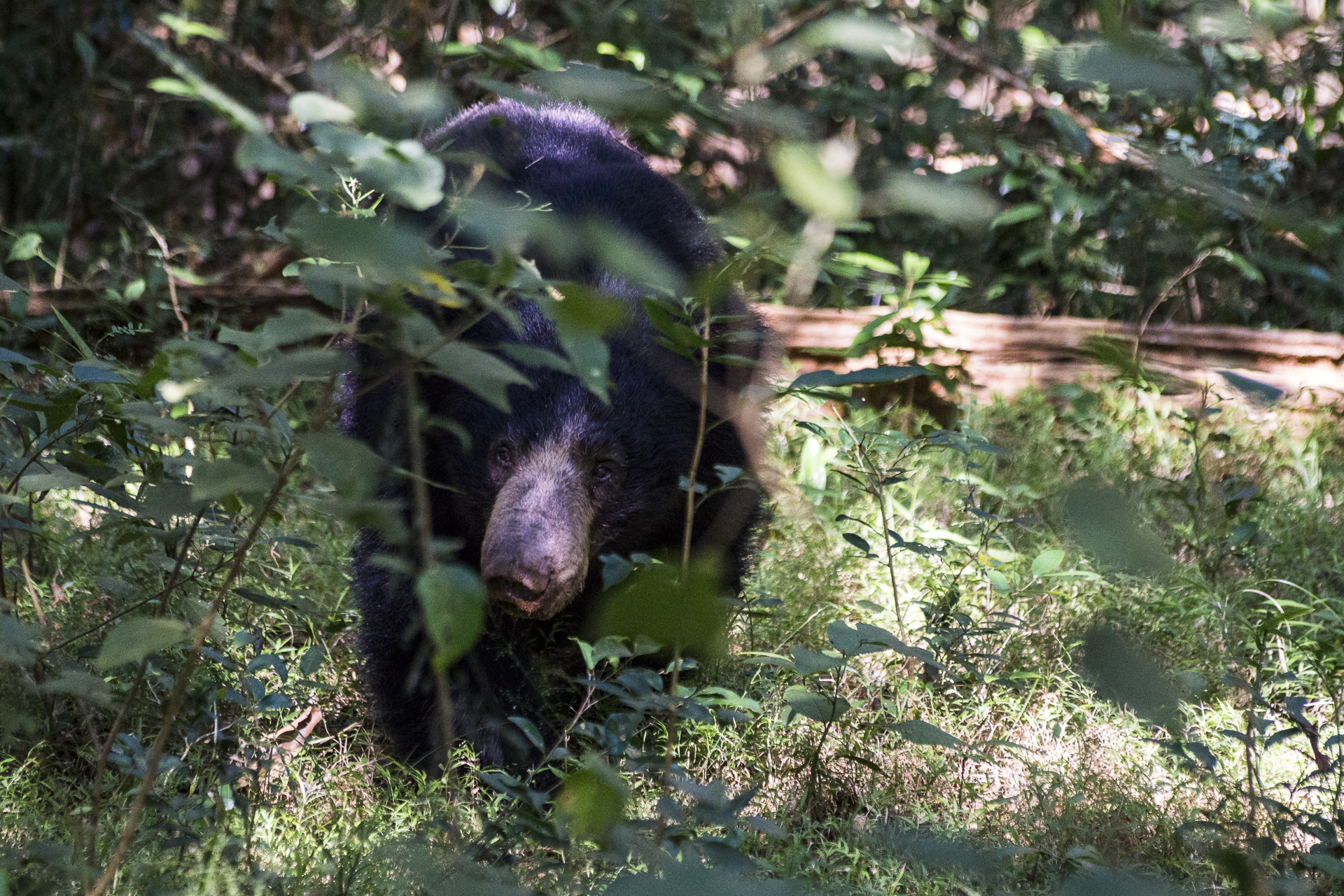
Melursus ursinus inornatus
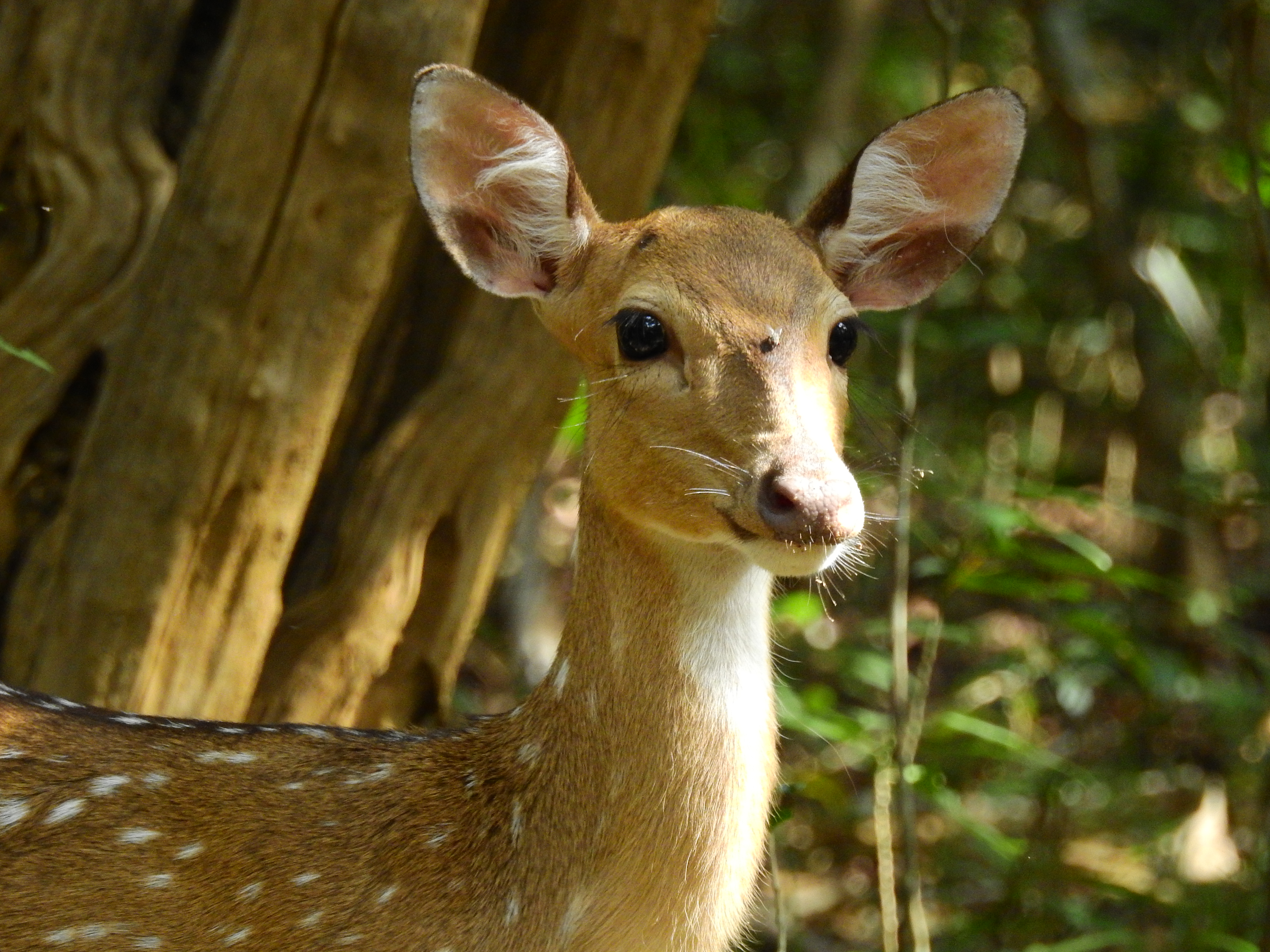
Axis axis ceylonensis
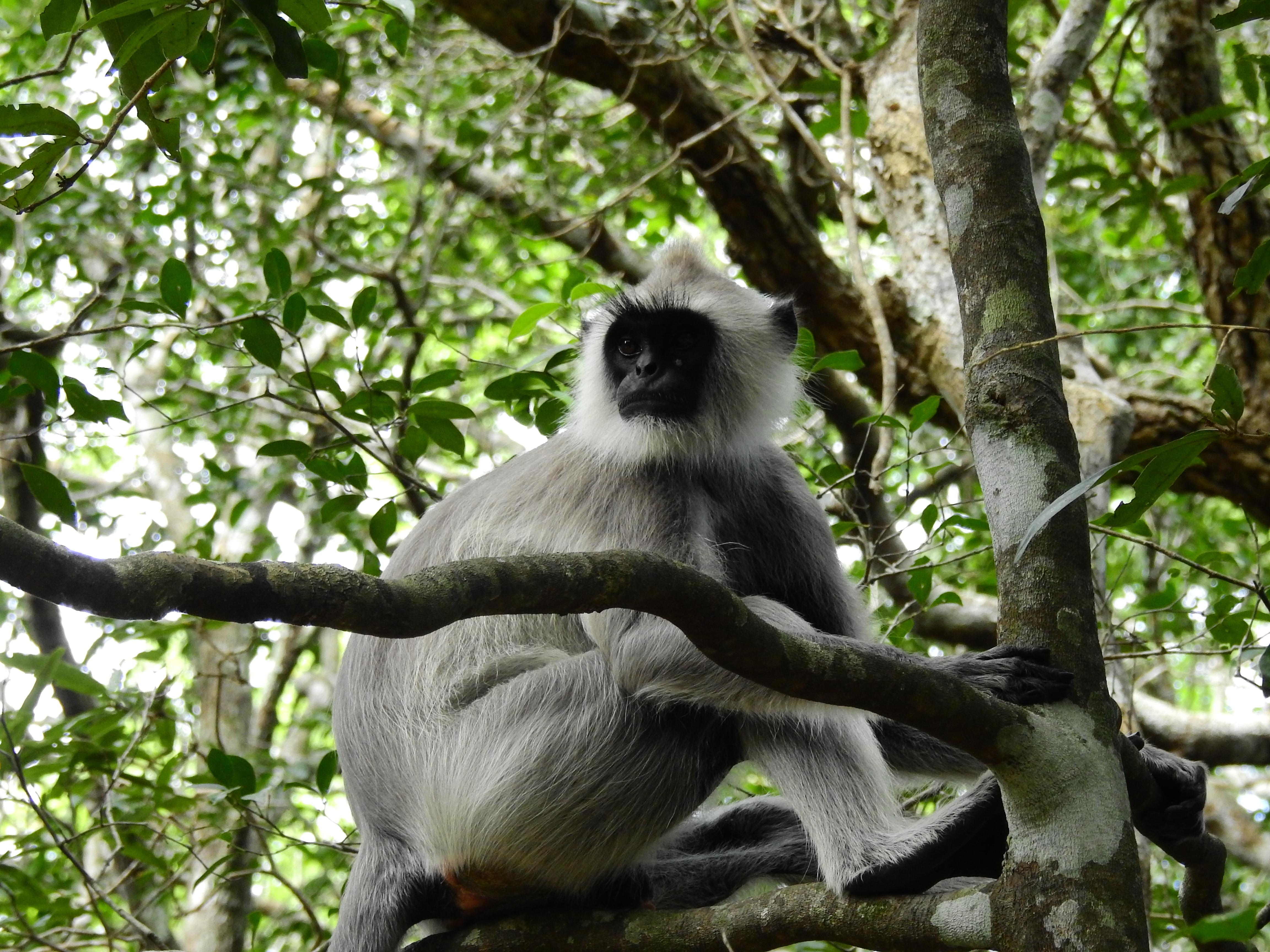
Semnopithecus priam